# Llista de Creus de Sant Jordi/2022

#### Persones
Informació actualitzada per un bot. Els canvis manuals es perdran quan s'actualitzi!
| Persona                              | Wikidata   | Descripció                                       | Ocupació                                   | Imatge |
| ------------------------------------ | ---------- | ------------------------------------------------ | ------------------------------------------ | ------ |
| Laia Palau i Altés                   | Q1150392   | jugadora de basquet catalana                     | jugador de bàsquet                         |        |
| Carme Elias i Boada                  | Q3776476   | actriu catalana                                  | actor                                      |        |
| Jordi Puig-Suari                     | Q3814481   | desenvolupador de tecnologia aeroespacial català | enginyer                                   |        |
| Miquel Strubell i Trueta             | Q11936975  | professor d'universitat català                   | professor d'universitat                    |        |
| Maria Olivares i Usac                | Q17034613  | política espanyola                               | polític                                    |        |
| Tortell Poltrona                     | Q17037048  | pallasso català                                  | pallasso humorista actor artista empresari |        |
| Mari Chordà Recasens                 | Q20005646  | artista                                          | pintor poeta activista social escriptor    |        |
| Josep Minguell i Cardenyes           | Q27966064  | artista català                                   | artista pintor                             |        |
| Lluís Torner i Sabata                | Q46993545  | físic Català                                     | físic                                      |        |
| Andreu Vilasís i Fernàndez-Capalleja | Q55948204  | artista plàstic català                           | esmaltador                                 |        |
| María del Carmen Llasat Botija       | Q57297344  | física                                           | professor d'universitat                    |        |
| Josep Espunyes i Esteve              | Q85420307  | poeta i narrador català                          | escriptor                                  |        |
| Carme Trilla Bellart                 | Q111251023 | economista barcelonina                           | economista                                 |        |
| Fàtima Ahmed El Haddad               | Q112775731 | activista social marroquina                      | activista social                           |        |
| Maria Carme Cardó i Soler            | Q112775752 | activista cultural i professora de català        | professor de català                        |        |
| Joan Carles Doval Garcia             | Q112775810 | productor discogràfic                            | productor discogràfic                      |        |
| Rosa Maria Duran i Gili              | Q112775835 |                                                  | professor intèrpret                        |        |
| Lluís Parés Ramoneda                 | Q112775991 | agricultur                                       | agricultor                                 |        |
| Hisao Suzuki                         | Q112776115 | fotògraf japonès d'arquitectura                  | fotògraf                                   |        |
| Marina Vilalta i Fajula              | Q112776190 | pastora                                          | pastor                                     |        |

#### Entitats
Informació actualitzada per un bot. Els canvis manuals es perdran quan s'actualitzi!
| Entitat                                          | Wikidata   | Descripció                               | Imatge |
| ------------------------------------------------ | ---------- | ---------------------------------------- | ------ |
| Estopa                                           | Q773703    | duo musical català                       |        |
| Companyia Elèctrica Dharma                       | Q4894861   | grup de música català                    |        |
| Bordegassos de Vilanova                          | Q8250847   | colla castellera de Vilanova i la Geltrú |        |
| Joventut de la Faràndula                         | Q19715209  |                                          |        |
| El Círcol                                        | Q20875711  | institució recreativa reusenca           |        |
| HIPRA                                            | Q97368212  | farmacèutica veterinària catalana        |        |
| Associació pels Drets Sexuals i Reproductius     | Q112776929 |                                          |        |
| Associació Societat Cultural i Esportiva La Lira | Q112776976 |                                          |        |
| Orfeó Vigatà                                     | Q112777086 | orfeó de Vic                             |        |
| Gran Teatre del Liceu                            | Q118492617 |                                          |        |